# Andrés Orovitzg
Andrés Orovitzg va néixer a finals segle xviii o molt a principis del segle xix. Fou dominic i professor de cànons a la Universitat de Cervera.
Andrés Orovitzg fou el darrer rector de la Universitat de Cervera. l'any 1838. Aquest càrrec l'exercí de forma interina fins al moment de la desaparició de la universitat i havent-ho així signat en el darrer claustre celebrat.
Va morir segle xix.